# Chronologie de l'invasion de l'Ukraine par la Russie (février 2024)
Pour un article plus général, voir Invasion de l'Ukraine par la Russie.
Cet article fait partie de la chronologie de l'invasion de l'Ukraine par la Russie et présente une chronologie des événements clés de ce conflit durant le mois de février 2024.
Pour les événements précédents, voir Chronologie de l'invasion de l'Ukraine par la Russie (janvier 2024).
Pour les événements suivants, voir Chronologie de l'invasion de l'Ukraine par la Russie (mars 2024).

## Chronologie des évènements

### 1erfévrier
Selon le ministère de la Défense de l'Ukraine, dans la nuit du 31 janvier au 1er février, des soldats de l’unité spéciale « Groupe 13 » de la direction principale du renseignement du ministère de la Défense de l'Ukraine (HUR) ont détruit le navire lance-missiles R-334 Ivanovets, de la classe Tarantul, de la flotte de la mer Noire de la fédération de Russie, qui mouillait sur le lac Donouzlav, avec un drone de surface naval de type Sea Baby,,,.
Les dirigeants de l'UE ont convenu à l'unanimité d'accorder une aide de 50 milliards d'euros (54 milliards de dollars) pour soutenir l'économie ukrainienne.
La Russie a affirmé avoir abattu 11 drones au-dessus des oblasts de Belgorod, Koursk et Voronej.
Les autorités de la région de Kherson ont déclaré que deux ressortissants français travaillant comme volontaires humanitaires avaient été tués et trois autres blessés lors d'une frappe de drone russe sur Beryslav.

### 2 février
Les attaques de drones russes ont coupé l’électricité à 40 000 civils dans le centre de l’Ukraine et ont piégé les mineurs dans les souterrains de Kryvyï Rih, oblast de Dnipropetrovsk, en Ukraine orientale. 24 drones ont attaqué des infrastructures énergétiques, 11 ont été abattus et sept autres n’ont pas réussi à atteindre leurs cibles.
Une frappe aérienne russe sur Kherson a endommagé des maisons du centre-ville faisant deux victimes. La bombe aérienne guidée larguée sur Kherson a été identifiée comme étant une bombe guidé planante Grom-E1,. La ville a de nouveau été bombardée, dans la journée.
Le ministère ukrainien de la Culture a rapporté que le monument historique du  sitch de Kamianska, raïon de Beryslav de l'oblast de Kherson, datant de l'époque cosaque, a été endommagé lors d'une attaque russe, avec trois frappes enregistrées sur le site lui-même, un cimetière cosaque du XVIIIe siècle, et un site proche de la tombe du Kish otaman Kost Hordienko.

Destructions à Kherson après l'attaque russe du 2 février
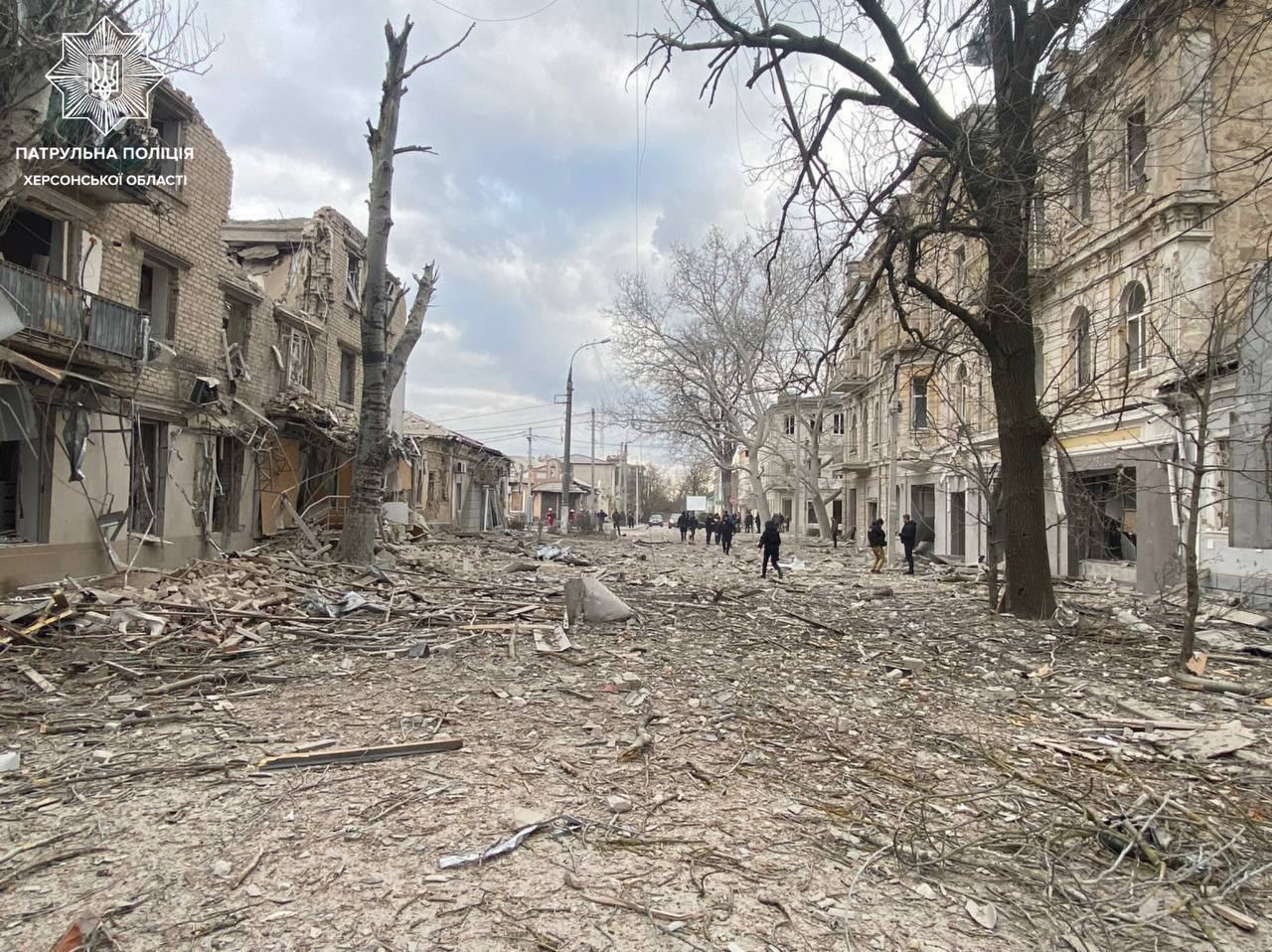
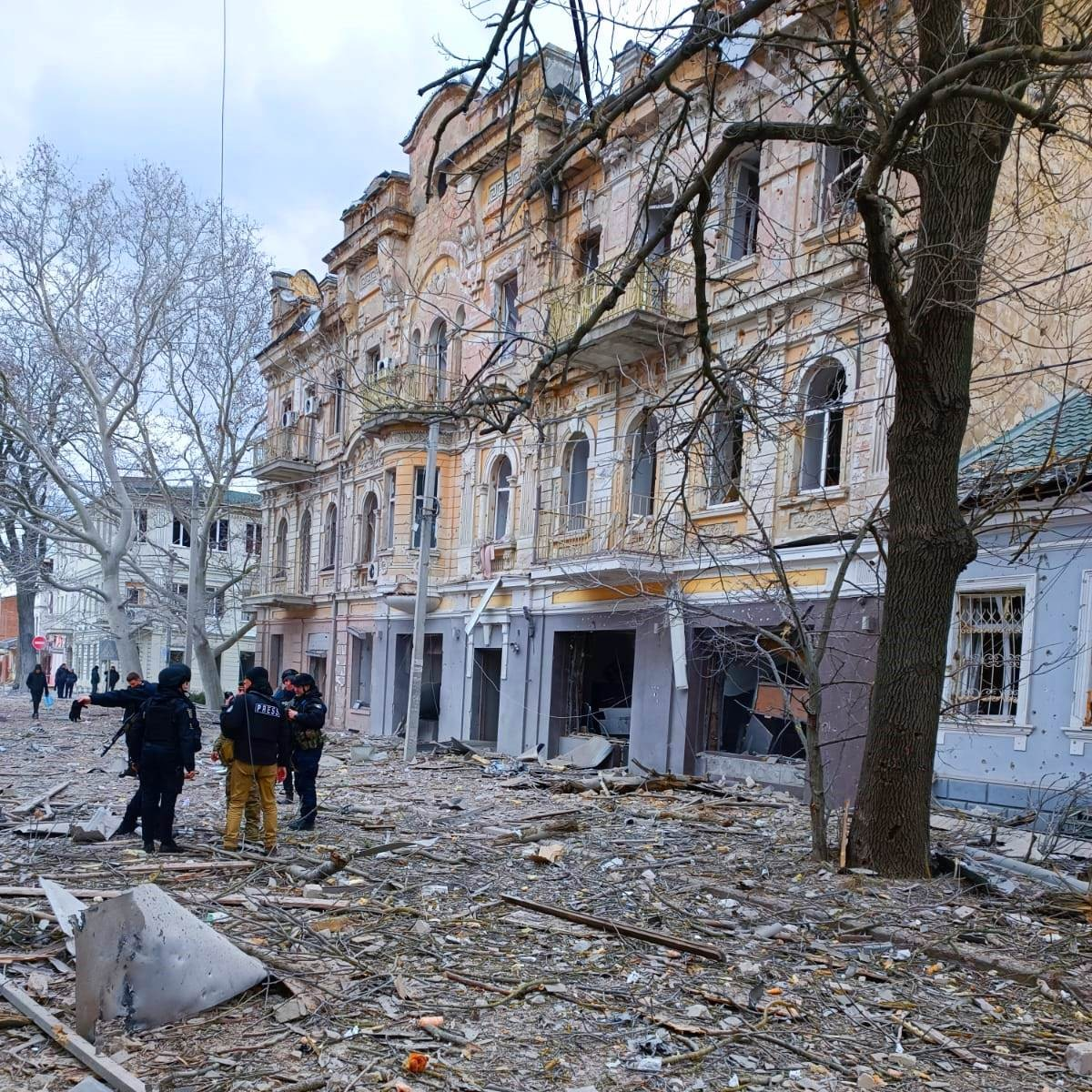
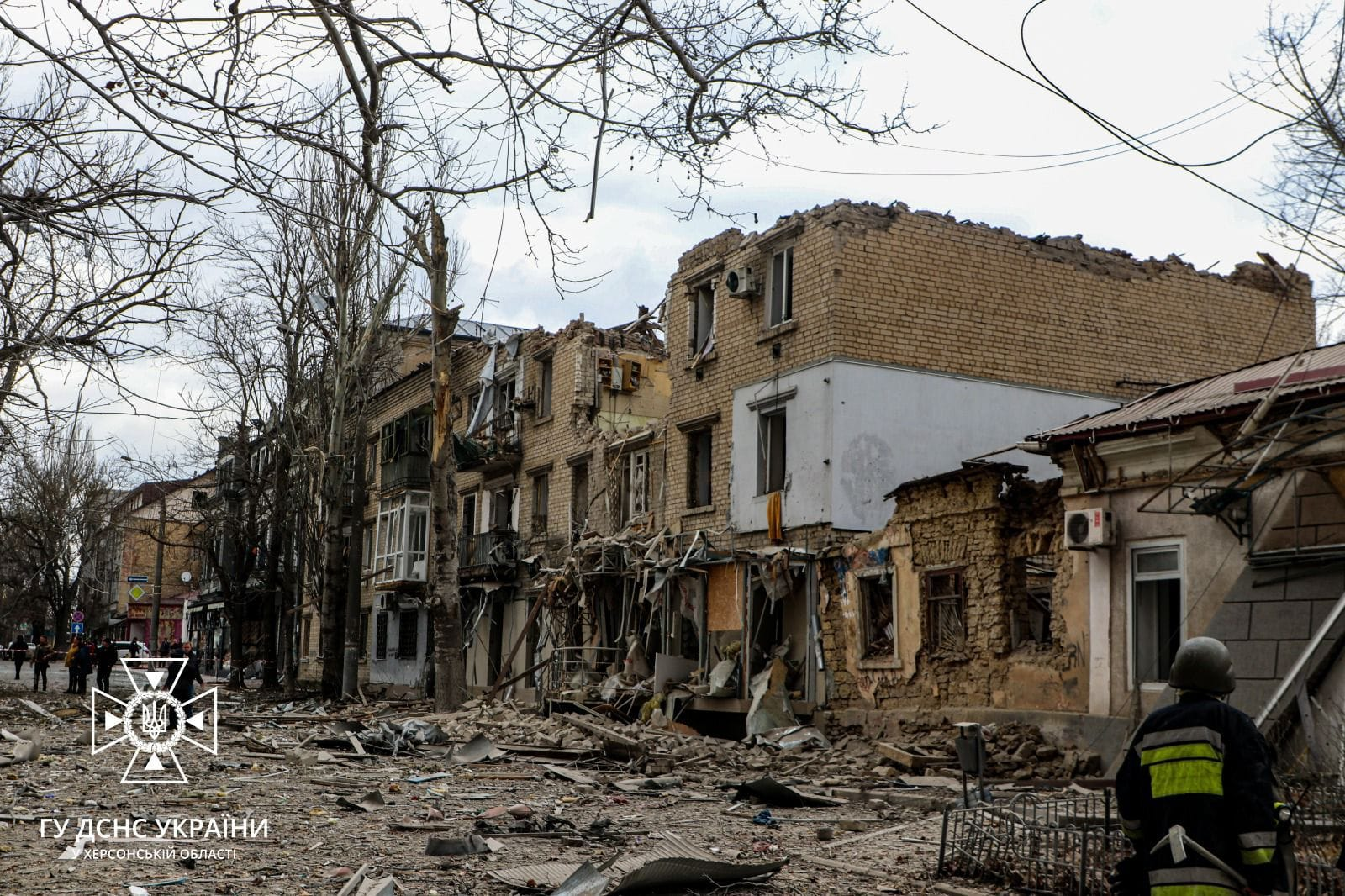

### 3 février
L'armée russe affirme avoir intercepté, avec des systèmes de guerre électronique, quatre drones dans l'oblast de Belgorod, un à Rostov-sur-le-Don et deux drones  dans l'oblast de Volgograd qui ont incendié la  raffinerie de pétrole de Volgograd exploitée par Lukoil située dans le raïon de Kalatchevski (ru). Le gouverneur régional (ru), Andreï Botcharov, impute l'incendie aux chutes de débris de drones, affirmant que tous les drones ont été abattus ou déviés. L'incendie a été maîtrisé sans que personne soit blessé,,,,,.
L'Estonie a fourni à l'Ukraine une aide militaire d'une valeur de 80 millions d'euros (88 millions de dollars) comprenant des missiles Javelin et d'autres armes, munitions, véhicules et équipements de plongée.
Le renseignement militaire ukrainien rapporte que le major Oleg Stegachev, un pilote russe de bombardier Tu-95MS directement impliqué dans les frappes de missiles sur l'Ukraine a été blessé par balle, à Engels, oblast de Saratov, en Russie. Les agents du renseignement sont en train de déterminer s'il a survécu ou non.

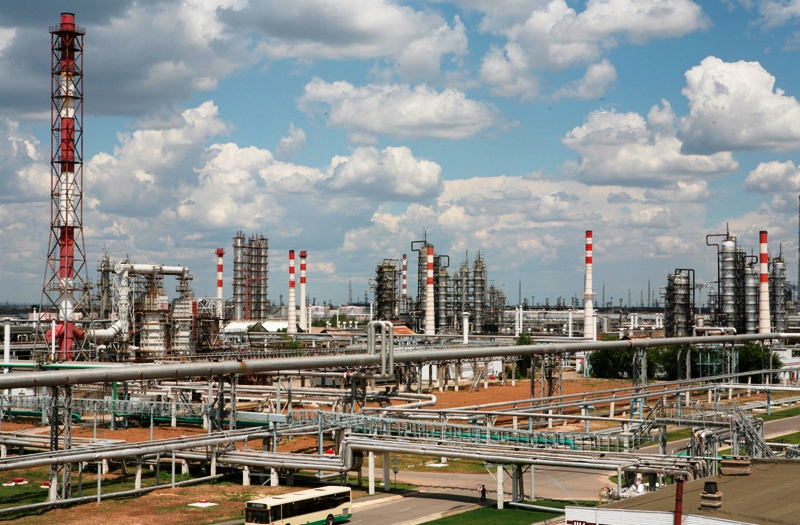
La Raffinerie de pétrole de Volgograd (Lukoil-Volgogradneftepereraobtka)

### 4 février
Une personne a été tuée et deux autres blessées par des bombardements russes dans l'oblast de Donetsk.
Le Président Zelensky a visité les positions ukrainiennes près de Robotyne. Il a également annoncé la nomination d'Ivan Fedorov, le maire en exil de Melitopol, au poste de gouverneur de l'oblast de Zaporijjia.
En Russie, le gouverneur de l'oblast de Belgorod a affirmé que deux villages frontaliers avaient été soumis à des attaques transfrontalières de la part de l'Ukraine.

### 5 février
Quatre personnes ont été tuées par les bombardements russes à Kherson et une autre a été tuée dans une attaque à la roquette russe dans l'oblast de Soumy.
Le SBU a arrêté cinq personnes soupçonnées de faire partie d'un réseau d'espionnage russe dans les oblasts d'Odessa, de Zaporijjia et de Donetsk.
La ministre ukrainienne des Anciens Combattants, Ioulia Lapoutina, a présenté sa démission à la Verkhovna Rada d'Ukraine sans en préciser la raison.
En Russie, le gouverneur de l'oblast de Briansk a affirmé que deux drones avaient été abattus par la défense aérienne.
Les Pays-Bas se sont engagés à envoyer six avions F-16 supplémentaires en Ukraine. Le commandant ukrainien, le lieutenant-général Sergueï Ivanovitch Naev, a déclaré que les F-16 ukrainiens seraient équipés de missiles de croisière à lancement aérien d'une portée de 300 à 500 kilomètres.
Le Service de sécurité d'État de Géorgie a affirmé avoir intercepté des explosifs en provenance d'Ukraine qui étaient transportés vers la Russie pour être utilisés dans le cadre d'une attaque contre Voronej et a déclaré qu'un citoyen ukrainien d'origine géorgienne était à l'origine du complot.

### 6 février
Un bébé de deux mois est mort à la suite d'une attaque nocturne de missiles russes qui a touché des bâtiments civils et un hôtel à Zolotchiv, dans l'oblast de Kharkiv.
Le ministère ukrainien de la Défense a affirmé que les forces d'opérations spéciales avaient mené une opération sur une plate-forme de forage détenue par la Russie dans la mer Noire, qui avait conduit à la saisie d'équipements et à la destruction de l'installation.
Le SBU a arrêté cinq personnes, dont des membres des agences de renseignement ukrainiennes, soupçonnées de faire partie d'un réseau d'espionnage russe.
La Russie a affirmé avoir intercepté sept drones au-dessus de l'oblast de Belgorod. Aucune victime n'a été signalée, mais quatre maisons ont été endommagées par des chutes de débris.

### 7 février

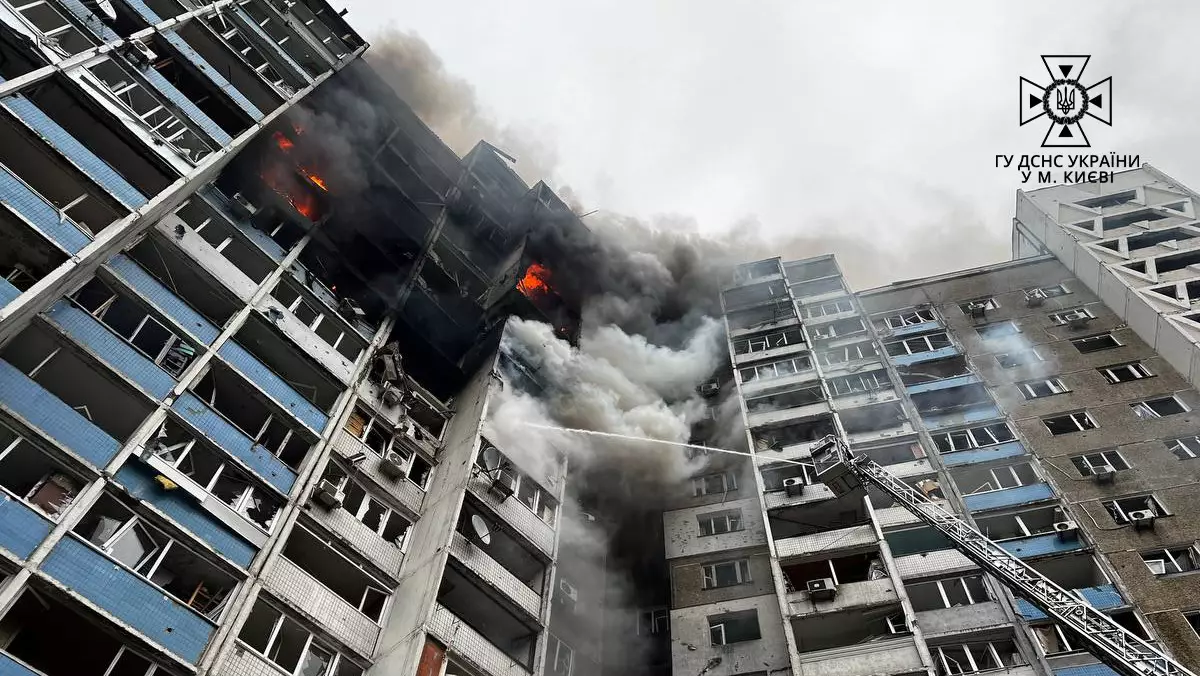
Immeuble résidentiel endommagé à Kyïv.

La Russie a lancé une vague d’attaques de missiles et de drones à travers l’Ukraine, tuant une personne à Mykolaïv et quatre autres à Kyïv. L'armée ukrainienne a déclaré que 64 missiles et drones avaient été lancés, dont 44 projectiles avaient été abattus. Des frappes aériennes ont également été signalées à Kharkiv et Drohobytch,.
L'armée ukrainienne a affirmé avoir abattu un hélicoptère russe Kamov Ka-50 près d'Avdiïvka, oblast de Donetsk.
La 299e brigade d'aviation tactique a annoncé qu'un de ses pilotes vétérans, Vladislav Rykov, avait été tué au combat après avoir effectué 385 sorties.
Le SBU a arrêté une femme soupçonnée d'avoir aidé la Russie à lancer une attaque de missile sur Pokrovsk, oblast de Donetsk, le 6 janvier qui a tué onze civils.
Rheinmetall a présenté un nouveau plan d'aide à l'Ukraine qui impliquerait la livraison de munitions pour les chars Leopard 1 et 2, les Marder (véhicule de combat d'infanterie), les canons antiaériens Gepard, des obus de calibre 40 mm et "des dizaines de milliers" d'obus de calibre 155 mm. Elle a également signé un contrat pour la fourniture de 25 chars Leopard 1A5, de cinq véhicules de dépannage et de cinq chars Leopard 1 pour la formation des conducteurs.
En Russie, deux personnes auraient été blessées par des bombardements ukrainiens sur Belgorod.
La Russie a placé le chef du renseignement militaire ukrainien Kyrylo Boudanov, le commandant de la marine ukrainienne Oleksiy Neïjpapa ainsi que le commandant de l'armée de l'air ukrainienne Mikola Olechtchouk sur sa liste de « terroristes et extrémistes ».
La Suède a clôturé son enquête sur le sabotage des gazoducs Nord Stream en 2022, invoquant un manque de compétences.
L'Ukraine a annoncé qu'elle commencerait la production en série d'un « analogue » du drone russe Lancet, d'une portée de 40 kilomètres.

### 8 février

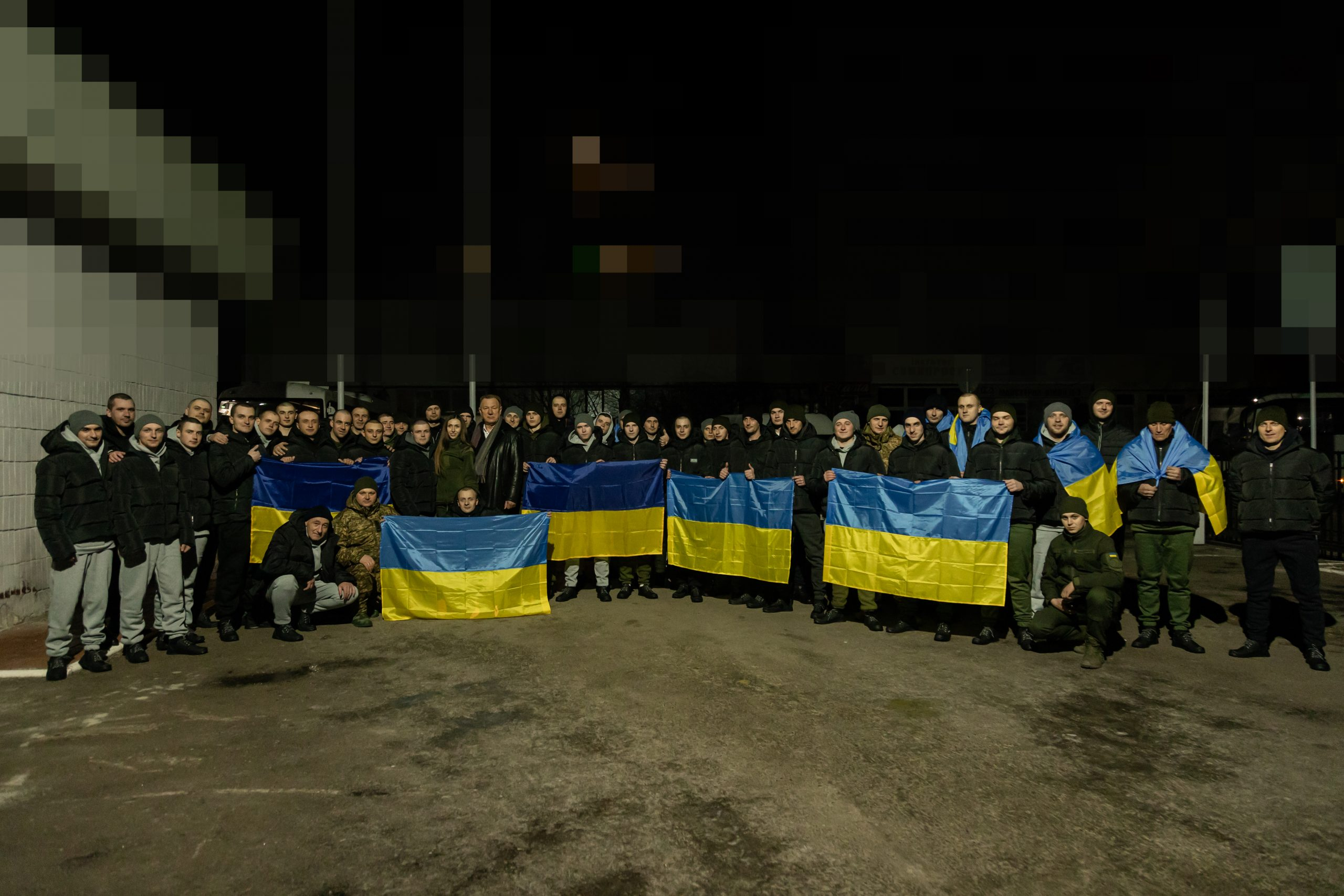
Les prisonniers de guerre ukrainiens rentrés le 8 février

Le Président Zelensky a remplacé le commandant en chef Valeri Zaloujny par Oleksandr Syrskyi à cause de désaccords croissants entre les deux. Le Président Zelensky a également décerné à Zaloujny, et au commandant du HUR Kyrylo Budanov, le titre de Héros de l'Ukraine, et a ensuite annoncé le retour de 100 prisonniers de guerre ukrainiens, pour la plupart capturés après le siège de Marioupol, lors d'un échange réciproque de 100 prisonniers, selon le ministère russe de la Défense.
Dans l'oblast de Donetsk, un civil a été tué par les bombardements russes à Avdiïvka et un autre à Sélydové.
Le SBU a déclaré avoir découvert trois caches d'armes russes dans les oblasts de Kyïv, Vinnytsia et Transcarpatie. Parmi les objets saisis figuraient des lance-grenades, plus de 15 kilogrammes d'explosif et des armes automatiques. On pense qu'au moins une des caches était destinée à l'usage de prétendus « groupes clandestins prorusses ».
En Russie, le gouverneur de l'oblast de Belgorod, Viatcheslav Gladkov, a affirmé que six personnes avaient été blessées lors de deux attaques distinctes menées par l'Ukraine.

### 9 février
Le Président Zelensky a nommé le général de division Anatoliy Barhylevych comme nouveau chef d'état-major général des forces armées ukrainiennes, en remplacement du lieutenant-général Serhiï Chaptala.
Trois personnes ont été tuées par des frappes aériennes russes dans l'oblast de Soumy.
La Russie a affirmé avoir abattu 19 drones au-dessus de la mer Noire, du kraï de Krasnodar et des oblasts de Koursk, Briansk et Orel. L'un des drones aurait déclenché un incendie dans les locaux de la raffinerie de pétrole Ilsky, dans le kraï de Krasnodar. Une raffinerie d'Afipsky a également été attaquée sans qu'aucun dommage ni victime ne soit signalé,.
L'Agence nationale de prévention de la corruption ukrainienne a ajouté l'entreprise américaine Allied Mineral Products à sa liste de sponsors internationaux de guerre pour avoir continué à opérer en Russie.
Oleksandr Porkhoun, un vétéran de la guerre du Donbass, a été nommé ministre par intérim des Anciens Combattants de l'Ukraine.
Les soldats ukrainiens ont rapporté que les forces russes semblaient utiliser les satellites Starlink de SpaceX sur la ligne de front et que les terminaux internet étaient expédiés et déployés en Russie via Dubaï,.
Selon l'ISW des images de drones russes publiées le 9 février montrent les forces russes exécutant des prisonniers de guerre ukrainiens près de Klichtchiïvka, dans la direction de Bakhmout, oblast de Donetsk.

### 10 février
Sept personnes, dont trois enfants, ont été tuées après une attaque de drones russes et l'explosion d'une station-service à Kharkiv.

### 11 février
Les chars T-90S prévus à l'exportation sont redirigés sur le champ de bataille.
Le Président Zelensky a nommé le lieutenant-général Oleksandr Pavliouk au poste de commandant des forces terrestres ukrainiennes en remplacement d'Oleksandr Syrskyi, le général de division Ihor Plakhouta au poste de commandant des forces de défense territoriale en remplacement d'Anatoliy Barhylevytch, le général de brigade Ihor Skybiouk au poste de commandant des forces d'assaut aériennes ukrainiennes en remplacement de Maxime Mirhorodskiï et le lieutenant général Iouriy Sodol en tant que commandant des forces combinées en remplacement de Sergueï Ivanovitch Naev.
Une personne a été tuée lors d'une attaque russe dans l'oblast de Kharkiv.
En Russie, un drone aurait été abattu au-dessus de l'oblast de Belgorod.
Il a été découvert que les troupes russes avaient construit une ligne défensive de wagons dans l'oblast de Donetsk mesurant environ 30 kilomètres.
En Moldavie, la police des frontières a découvert dans le village d'Etulia des fragments d'un drone russe de type Shahed, soupçonné de s'être écrasé en Moldavie après avoir été abattu par la défense aérienne ukrainienne à la suite d'une attaque russe contre le raion d'Izmail, oblast d'Odessa, en Ukraine dans la nuit du 9 au le 10 février, avec 50 kg d'explosifs.

### 12 février
Un commandant militaire ukrainien a déclaré que les forces russes avaient cessé d'envoyer des attaques par « vague humaine » sur Avdiivka, oblast de Donetsk, et avaient plutôt recours à de plus petits groupes d'assaut bénéficiant d'une couverture aérienne.

### 13 février
Dans une interview accordée à la chaîne de télévision allemande ZDF, le commandant militaire ukrainien Oleksandr Syrskyi a déclaré que les forces ukrainiennes s'étaient tournées vers des opérations défensives pour arrêter l'avancée des forces russes. La 110e brigade mécanisée ukrainienne a été retirée d'Avdiivka, oblast de Donetsk, après y avoir été stationnée depuis mars 2022, car elle « n'a plus les capacités suffisantes pour tenir la ville ». Un système de radar Kasta 2E a été détruit par le Houssy 9 du renseignement GUR.
Trois personnes ont été tuées par des bombardements russes dans l'oblast de Kharkiv. Deux autres personnes ont été tuées lors d'attaques distinctes à Nikopol, oblast de Dnipropetrovsk, et dans l'oblast de Kherson. Les responsables russes installés dans l'oblast de Louhansk ont affirmé que trois personnes avaient été tuées par les bombardements ukrainiens à Kreminna.
Le Sénat américain a adopté un projet de loi prévoyant un financement de 61 milliards de dollars pour l'Ukraine.

### 14 février
Dans l'oblast de Donetsk, trois personnes, dont un enfant, ont été tuées par les bombardements russes à Selydove, et  deux personnes ont été tuées lors d'une autre attaque à Mykolaïvka (raïon de Kramatorsk).
Poutine a signé une loi autorisant la confiscation des avoirs des personnes reconnues coupables de diffusion de « fausses informations délibérément » sur l’armée russe.
Des drones navals MAGURA V5 du GUR ont attaqué et coulé le navire de débarquement du projet 775 russe Tsezar Kounikov près d'Aloupka en Crimée,,,,.

Le navire de débarquement du russe Tsezar Kounikov
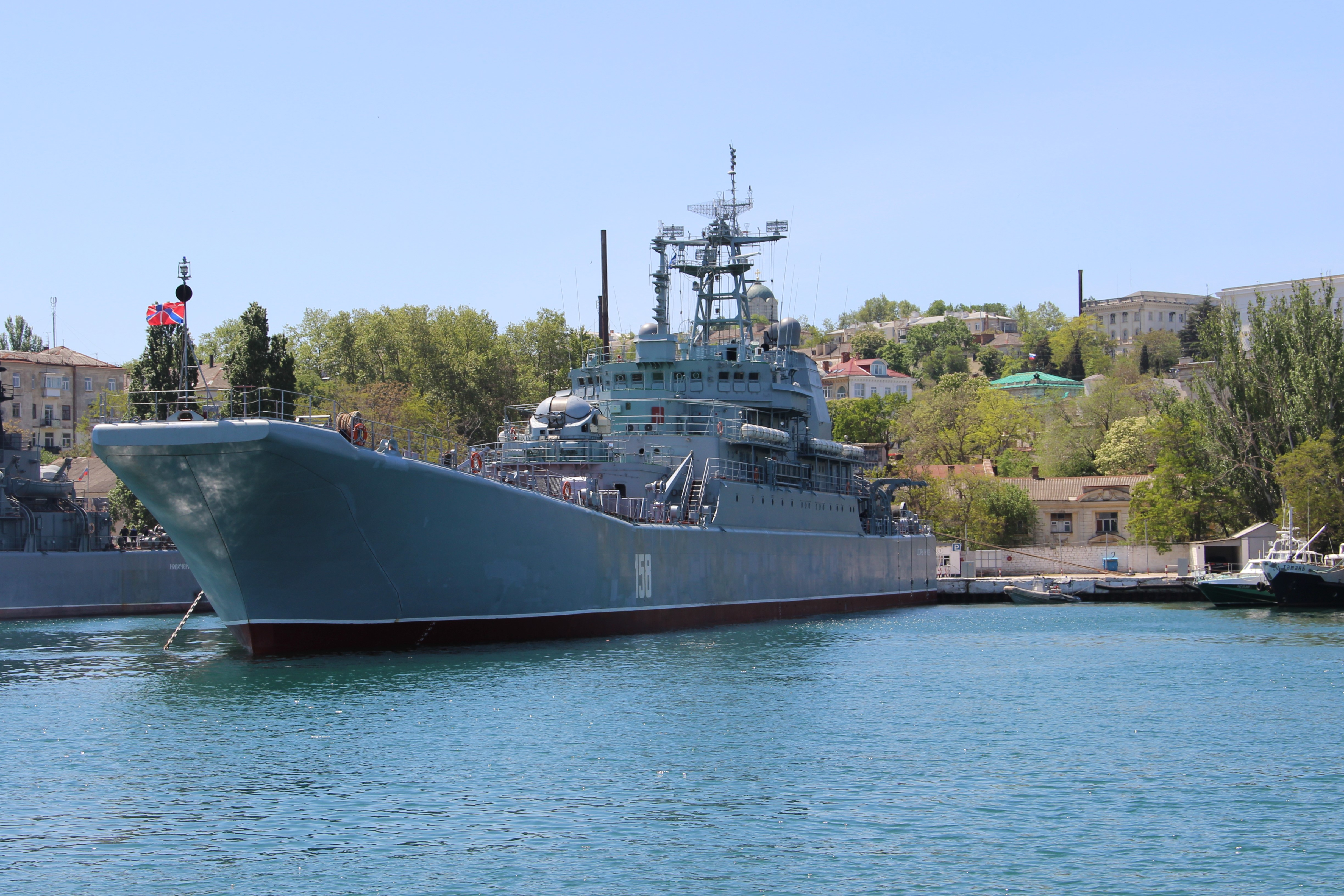

- Le navire de débarquement du projet 775 russe Tsezar Kounikov

### 15 février
La 3e brigade d'assaut est envoyée en renfort des troupes ukrainiennes, en  particulier la 110e brigade mécanisée, dans le secteur d'Avdiïvka permettant de repousser quatorze assauts russes,,,.
Dans la nuit, la Russie a lancé 26 missiles dont 13 missiles ont été abattus :
- 12 missiles de croisière Kh-101/Kh-555/Kh-55 lancés par des bombardiers T-95MS de la région d'Engels, oblast de Saratov, dont 8 détruits
- 6 missiles balistiques Iskander-M/KN-23 tirés de Voronej dont 1 détruit
- 2 missiles de croisière Kalibr, lancés de Novorossiïsk, kraï de Krasnodar, dans le sud de la Russie, dont 2 détruits
- 4 missiles de croisière Kh-59 tirés de la région de Zaporijjia, occupée, et de la région de Koursk dont 2 détruits
- 2 missiles antiaériens S-300, tirés de la région de Belgorod

Un dépôt de pétrole, situé près de Polevaya (ru), dans la région de Koursk, est en feu après une attaque de drones ukrainiens,,

### 16 février

Alexeï Navalny
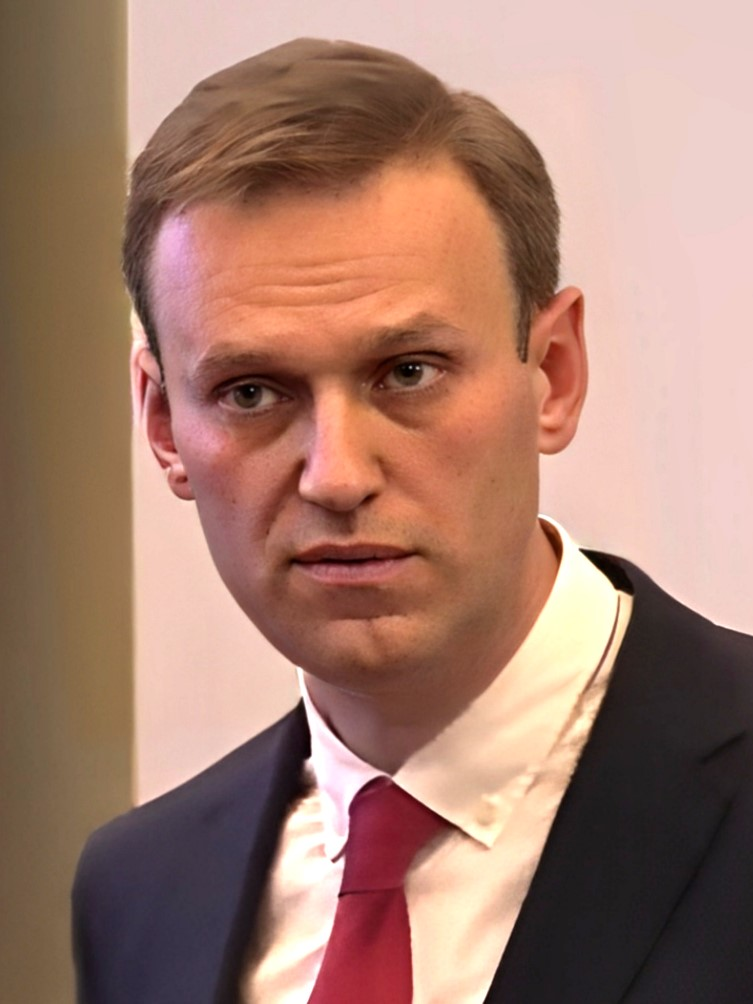

Le Service pénitentiaire fédéral russe annonce qu'Alexeï Navalny est mort en prison, dans la colonie pénitentiaire n° 3 située à Kharp, dans le district autonome de Iamalo-Nénétsie, Oural polaire.
Le commandant ukrainien Oleksandr Tarnavskyi a déclaré que les forces ukrainiennes s'étaient retirées du complexe de défense aérienne Zenit à Avdiivka, qu'elles utilisaient comme point fort depuis 2014.
Une personne a été tuée par des bombardements russes dans l'Oblast de Soumy.
Le président biélorusse Alexandre Loukachenko a affirmé qu'un groupe de saboteurs ukrainiens et biélorusses avaient été arrêtés avec des explosifs à la frontière avec l'Ukraine dans le cadre de projets de sabotage en Russie et en Biélorussie.
Le Président Zelensky a signé à Berlin un accord bilatéral de sécurité avec le gouvernement allemand. Le gouvernement allemand a annoncé qu’il accorderait 7,1 milliards d’euros d’aide militaire à l’Ukraine en 2024, ainsi qu’un programme d’aide distinct de 1,13 milliard d’euros. Qui comprenait 100 missiles IRIS-T, une unité de défense aérienne SykNex, 18 obusiers et 18 obusiers automoteurs. Plus tard dans la journée, le Président Zelensky a signé en France un accord de sécurité bilatéral de 10 ans avec le Président Macron qui fournirait à l’Ukraine « 3 milliards d’euros » d’aide en 2024.
L’Allemagne a livré à l’Ukraine 3 990 obus de calibre 155 mm, 18 véhicules blindés de transport de troupes, trois chars de déminage Wisent, 62 drones de reconnaissance, un véhicule de génie Dachs, neuf charrues de déminage, quatre véhicules de garde-frontières et 500 lampes LED et équipements informatiques.

### 17 février
Sur ordre du commandant en chef des forces armées ukrainiennes, l'armée ukrainienne se retire de la ville d'Avdïïvka, oblast de Donetsk. Sa.
L'armée de l'air ukrainienne a affirmé avoir abattu deux Su-34 russes et un avion de combat Su-35 au-dessus de l'est de l'Ukraine.
Cinq personnes ont été tuées par les attaques russes dans les oblasts de Kherson, Kharkiv, Donetsk et Soumy,,,.
En Russie, des responsables ont affirmé que 14 drones avaient été abattus au-dessus des oblasts de Belgorod, de Kaluga, de Briansk et de Voronej.
En Moldavie, la police des frontières a signalé avoir trouvé des fragments d'un drone russe près du village d'Etulia Nouă.
Rheinmetall a fondé une coentreprise pour ouvrir une usine en Ukraine qui produirait des centaines de milliers d'obus de calibre 155 mm par an. Le président tchèque Petr Pavel déclare que son pays pourrait fournir à l'Ukraine « un demi-million d'obus de calibre 155 mm et 300 000 obus de 122 mm » d'ici quelques semaines si le financement est trouvé.
Les forces russes ont largué une bombe thermobarique ODAB-1500 sur les positions défensives à Tchassiv Iar.

### 18 février
Á la conférence de Munich sur la sécurité le Président Volodymyr Zelensky a rappelé aux européens les besoins de l'Ukraine pour sa défense. La Première ministre danoise Mette Frederiksen à décidé que son pays donnera toutes ses munitions de calibre 155 mm pour alimenter les forces ukrainiennes tandis que l'UE ne parvient pas à fournir le million d'obus prévu.
Les défenses aériennes ukrainiennes ont abattu un chasseur-bombardier russe Su-34. Douze drones russes et un missile de croisière Kh-59 ont également été détruits dans la nuit.
L'Ukraine a ouvert une enquête après la diffusion d'une vidéo montrant les forces russes exécutant sommairement huit prisonniers de guerre à Avdiïvka et Vesele, dans l'oblast de Donetsk.
Des pirates informatiques russes ont lancé des cyberattaques contre plusieurs médias ukrainiens. L'Ukrainska Pravda signale que son compte a été utilisé pour diffuser de fausses informations sur l'armée ukrainienne.
Le gouvernement américain déclare qu'il transférait 500 000 dollars de fonds russes saisis vers l'Ukraine via l'Estonie.

### 19 février
Les défenses aériennes ukrainiennes ont abattu deux avions de combat russes : un Su-34 et un Su-35S.
Le Président Volodymyr Zelensky a visité les positions ukrainiennes à Koupiansk, oblast de Kharkiv.
Maksim Kouzminov, un pilote russe qui a fait défection en Ukraine avec son hélicoptère Mi-8 AMTSh, est retrouvé mort, après avoir été abattu d'une douzaine de balles alors qu'il vivait en Espagne.

### 20 février
Le Canada va faire don de 800 drones SkyRanger R70 (en) à l'Ukraine. Le ministre de la Défense Pål Jonson de Suède annonce une nouvelle aide militaire qui prend la forme d’équipements d’un montant de 7,1 milliards de couronnes, c'est la quinzième accordée par la Suède et correspond à des demandes spécifiques de l'Ukraine : bâtiments de guerre à faible tirant d'eau, armes comme des mines et torpilles, des missiles antichars, etc...
| Pertes au 20 février 2024 | Pertes au 20 février 2024                              | Pertes au 20 février 2024 |
| Russie et alliés (14 424) | Équipements                                            | Ukraine et alliés (5 170) |
| ------------------------- | ------------------------------------------------------ | ------------------------- |
| 2 742                     | Chars                                                  | 742                       |
| 1 199                     | Véhicules blindés de combat                            | 353                       |
| 3 435                     | Véhicules de combat d'infanterie                       | 849                       |
| 397                       | Véhicules blindés de transport de troupes              | 401                       |
| 53                        | Véhicules blindés de haute protection contre les mines | 200                       |
| 236                       | Véhicules de transport de troupes                      | 410                       |
| 271                       | Postes de commandement et postes de communication      | 18                        |
| 439                       | Véhicules et équipements du génie                      | 139                       |
| 43                        | Systèmes de missiles antichars automoteurs             | 21                        |
| 114                       | Véhicules et équipements de soutien d'artillerie       | 26                        |
| 345                       | Artillerie tractée                                     | 186                       |
| 676                       | Artillerie automotrice                                 | 287                       |
| 350                       | Lance-roquettes multiples                              | 54                        |
| 46                        | Canons antiaériens                                     | 4                         |
| 25                        | Canons antiaériens automoteurs                         | 10                        |
| 207                       | Systèmes de missiles sol-air                           | 133                       |
| 62                        | Radars et équipements de communication                 | 91                        |
| 71                        | Moyens de brouillage radar                             | 5                         |
| 103                       | Aéronefs                                               | 80                        |
| 135                       | Hélicoptères                                           | 38                        |
| 14                        | Drones de combat                                       | 26                        |
| 323                       | Drones de reconnaissance                               | 248                       |
| 6                         | Trains logistiques                                     | -                         |
| 3 135                     | Camions, autres véhicules dont tout-terrain            | 820                       |
| 20                        | Navires de guerre                                      | 28,                       |

Lors d'une réunion avec Vladimir Poutine, le ministère de la Défense russe Sergueï Choïgou a annoncé que les forces armées russes ont repris la localité de Krynky dans l'Oblast de Kherson sur la rive occupée du Dnipro. La Russie revendique le contrôle total de la rive.

### 21 février
L'Ukraine dément avoir perdu le contrôle de sa tête de pont de Krinky, dont Vladimir Poutine avait revendiqué la prise la veille.
Le commandant de l'armée de l'air ukrainienne, Mikola Olechtchouk affirme qu'un chasseur-bombardier Su-34 a été abattu. En moins d'une semaine les russes auraient perdu quatre Su-34 et deux chasseurs Su-35.

Chasseur-bombardier Su-34
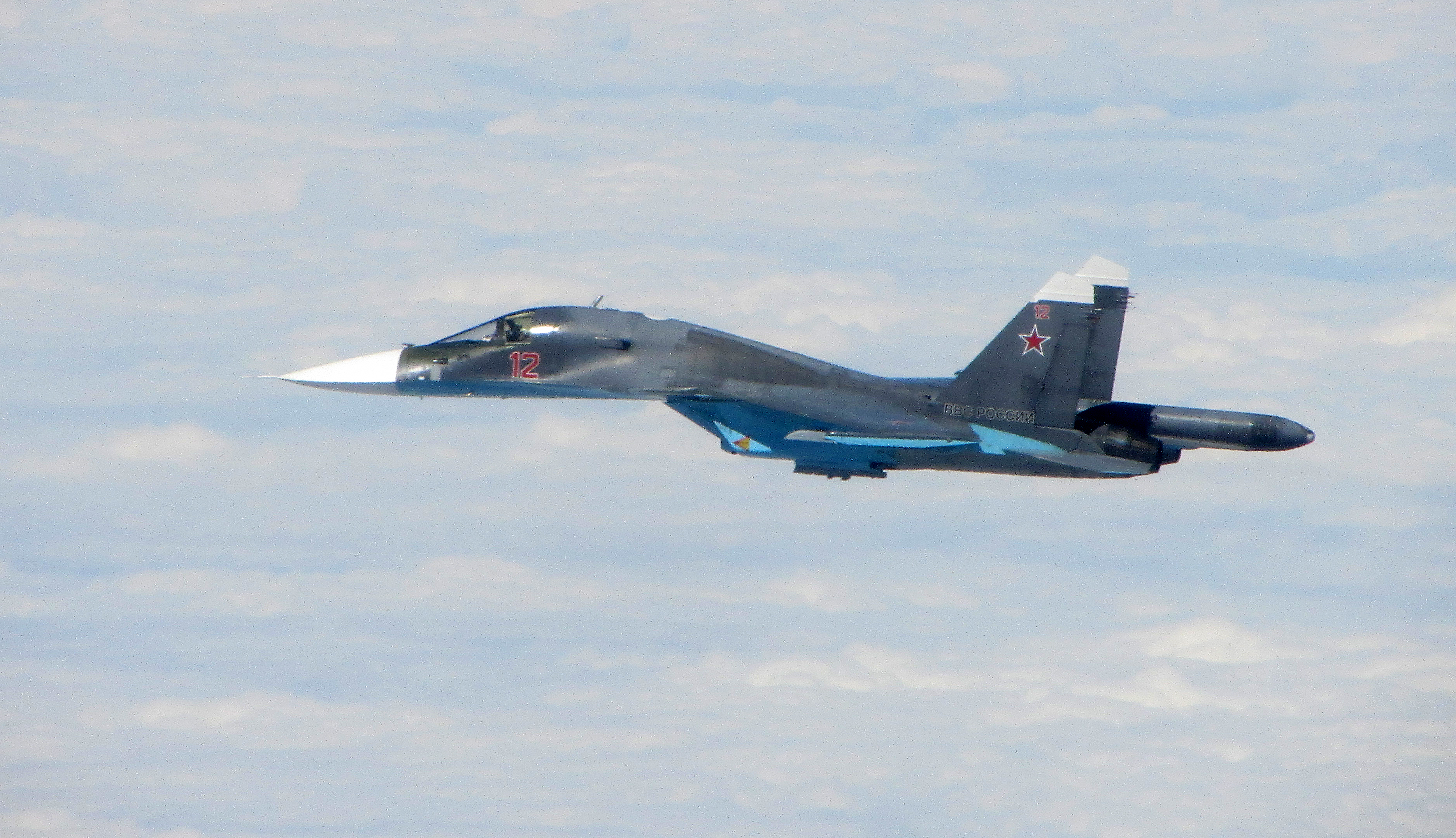

### 22 février
Près du village de Troudivske (uk), dans l'oblast occupé de Donetsk, 60 soldats de la 36e brigade de fusiliers motorisés de la Garde, sont tués par 2 frappes de roquettes d' HIMARS. Au moment de l'attaque, il y avait environ 200 à 300 militaires de trois compagnies de la brigade qui attendaient l’arrivée du commandant de la 29e armée du district militaire de l'Est, le général de division Oleg Moïseïev,,,.
Malgré les dénégations du milliardaire américain Elon Musk, la 71e brigade de chasseurs de l'armée ukrainienne confirme que le réseau Starlink est utilisé par l'armée russe.

### 23 février
L'armée ukrainienne affirme avoir abattu, en mer d'Azov dans le kraï de Krasnodar en Russie, un second avion russe de détection et de commandement AWACS Beriev A-50
,,

Un Beriev A-50
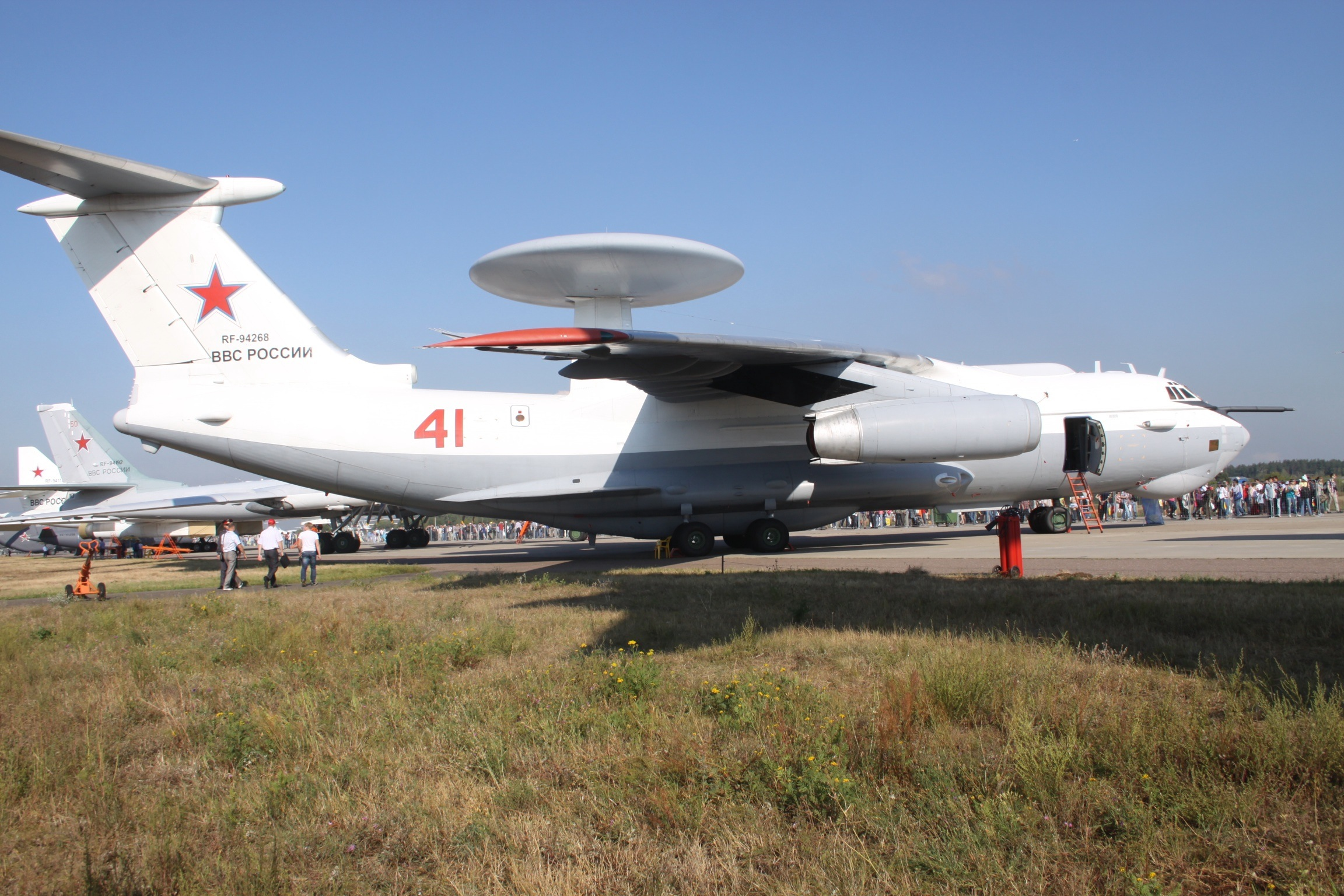

### 24 février
Selon les renseignements britanniques la Russie aurait subi 350 000 tués et blessés depuis le 24 février 2022. « La Russie a initialement déployé environ 130 bataillons tactiques pour son invasion de l'Ukraine. Cette force comprenait probablement environ 1 300 chars, plus de 5 000 véhicules de combat d’infanterie (VCI) et véhicules blindés de transport de troupes (VBTP) et au moins 100 000 personnes. En deux ans de conflit, les pertes russes sont équivalentes – et dans de nombreux cas supérieures – à ces effectifs initiaux. Les pertes russes confirmées comprennent plus de 2 700 chars et 5 000 véhicules blindés légers et véhicules de transport de troupes. Le nombre de tués et de blessés russes s’élève probablement à 350 000 personnes environ. Les forces russes en Ukraine sont désormais plus nombreuses qu'au début de la guerre. Elles sont désormais en mesure de poursuivre leurs attaques le long de la ligne de front et la stratégie d'attrition des forces ukrainiennes ». 
L'état-major général des forces armées ukrainiennes estime à 409 000 soldats russes tués et blessés ainsi que 6 534 chars, 12 425 véhicules blindés de combat, 12 988 véhicules et réservoirs de carburant, 9 952 systèmes d’artillerie, 999 systèmes de lance-roquettes multiples, 684 systèmes de défense aérienne, 340 avions, 325 hélicoptères, 7 659 drones et 25 bâtiments de guerre et navires.
Des drones kamikazes ukrainiens auraient attaqué l'une des plus grandes usines sidérurgiques de Russie, située à Novolipetsk (NLMK). Le gouverneur de l'oblast de Lipetsk, Igor Artamanov (ru) fait état d'un « feu dans un atelier de NLMK ».
Des drones kamikazes FPV ukrainiens ont attaqué des entrepôts à Staromlynivka (uk), « où étaient stockés plusieurs véhicules blindés et équipements militaires ». Le bilan se chiffre par la destruction de chars de combat T-72 et T-80, un BMPT Terminator, un véhicule blindé de combat d'infanterie BMP-3, un char de dépannage BREM-1, ainsi que plusieurs camions de ravitaillement,.

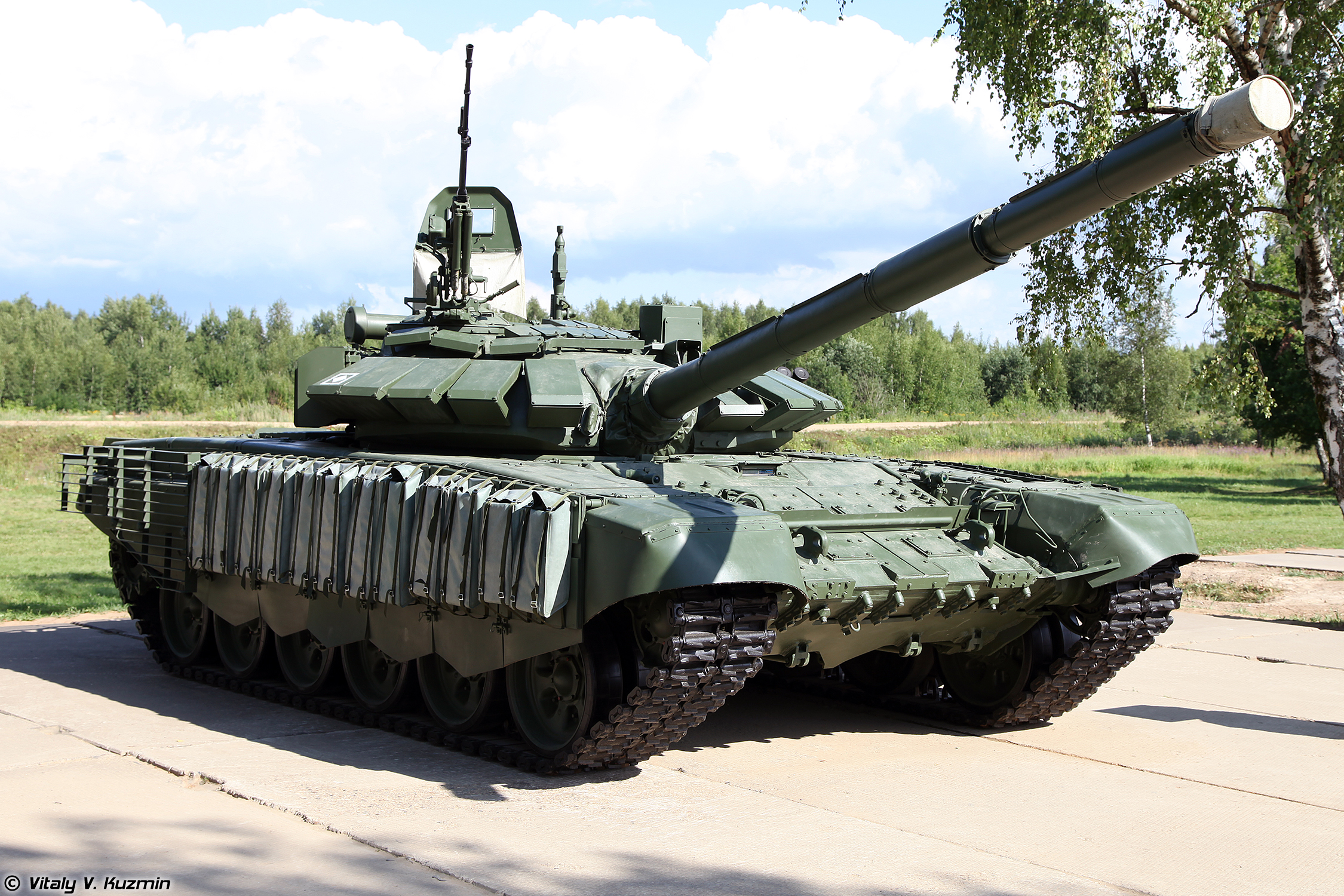
T-72B3 obr. 2016
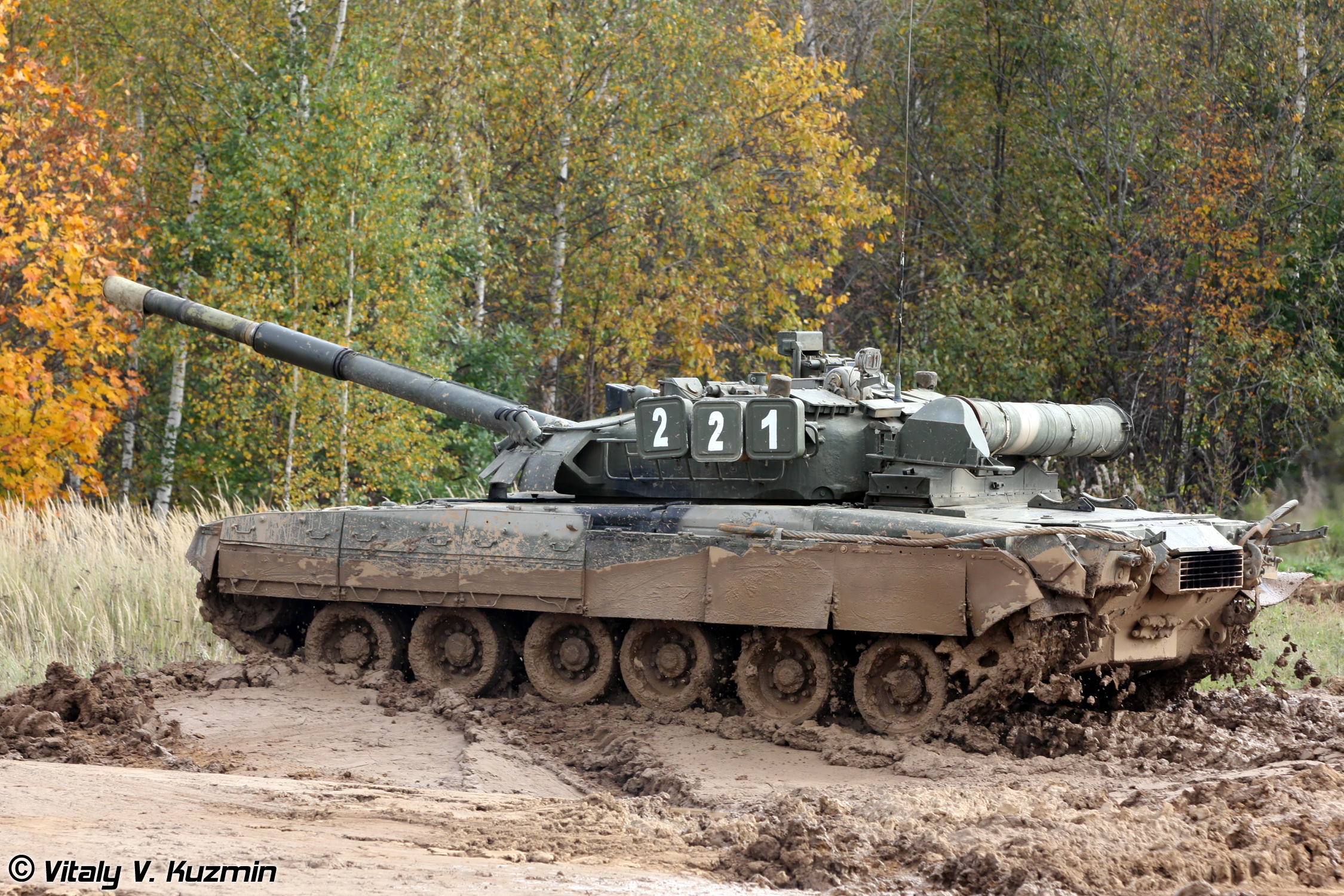
T-80
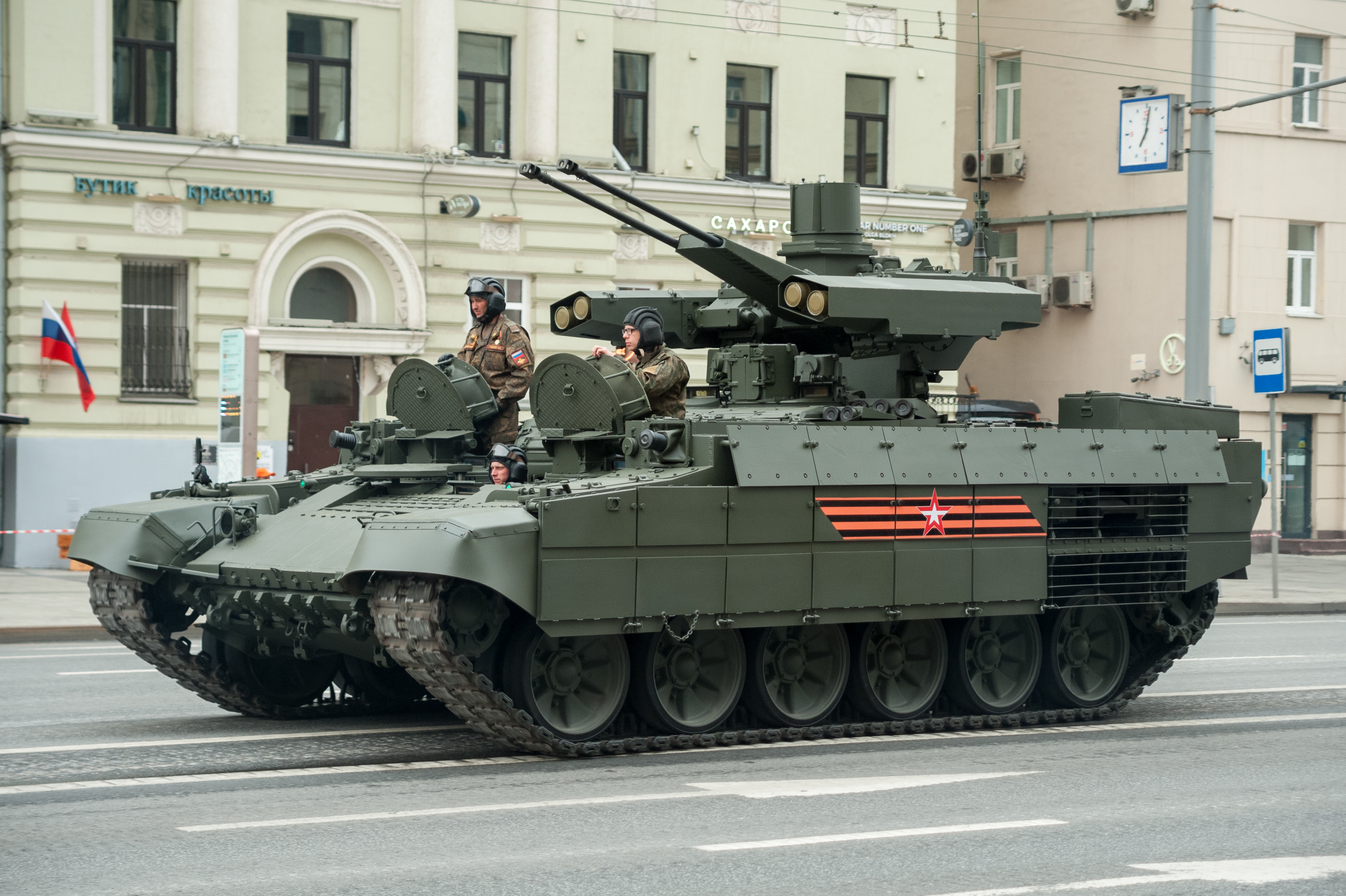
BMPT Terminator
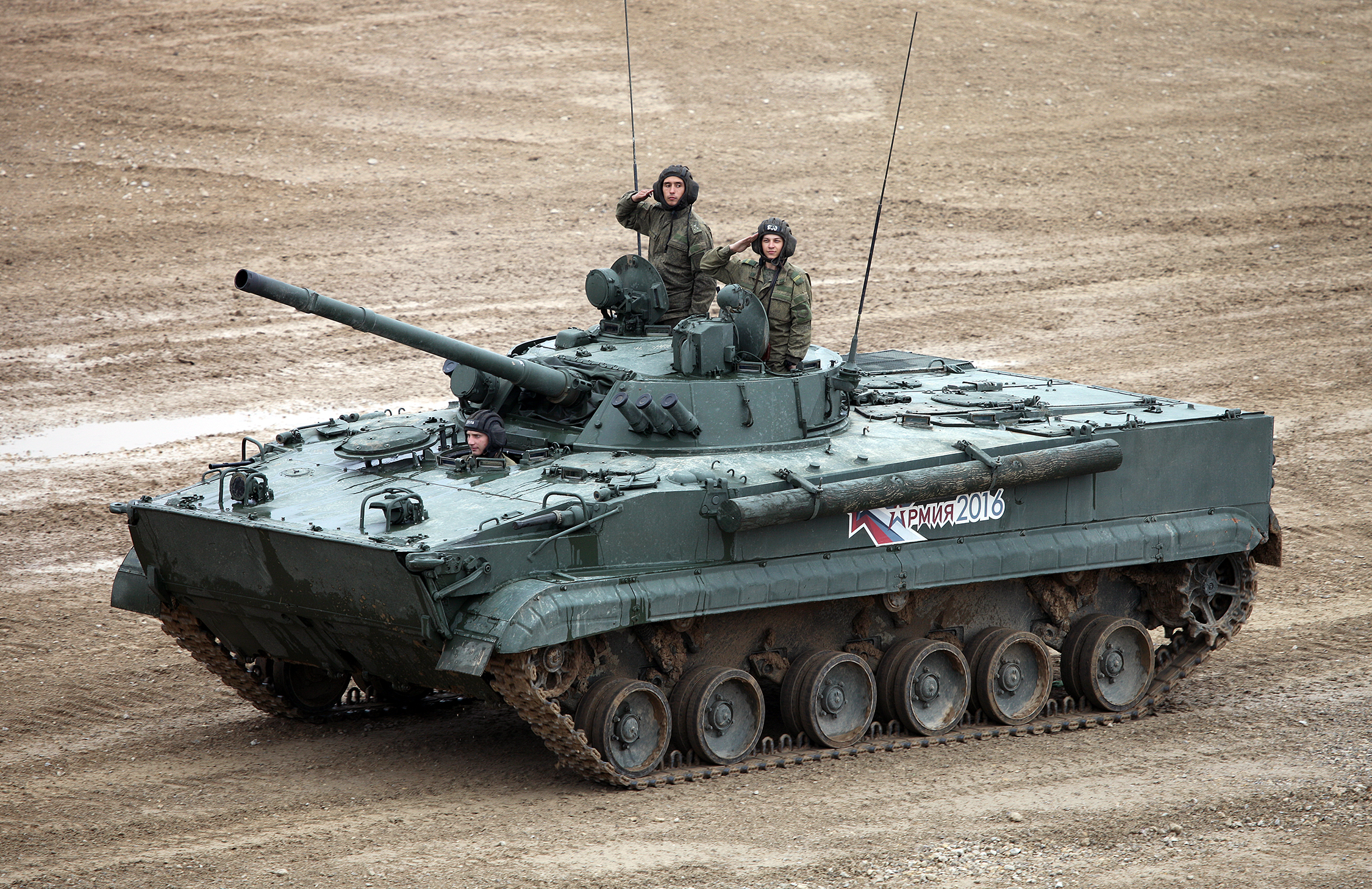
BMP-3
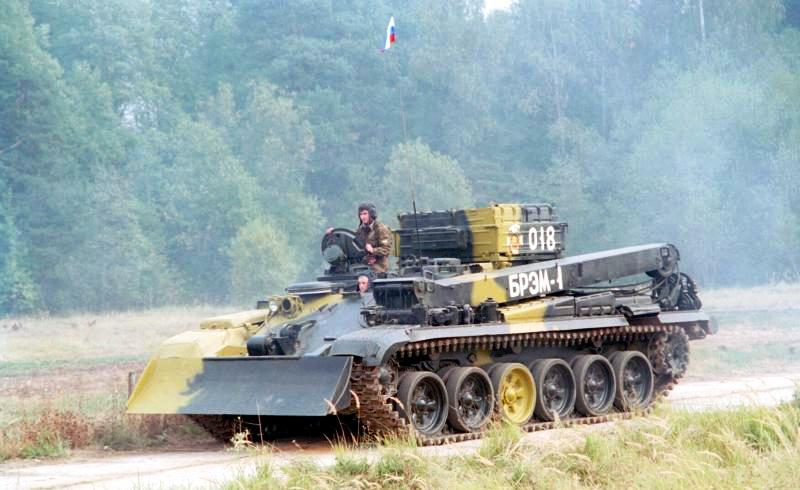
BREM-1

L'usine sidérurgique de Novolipetsk
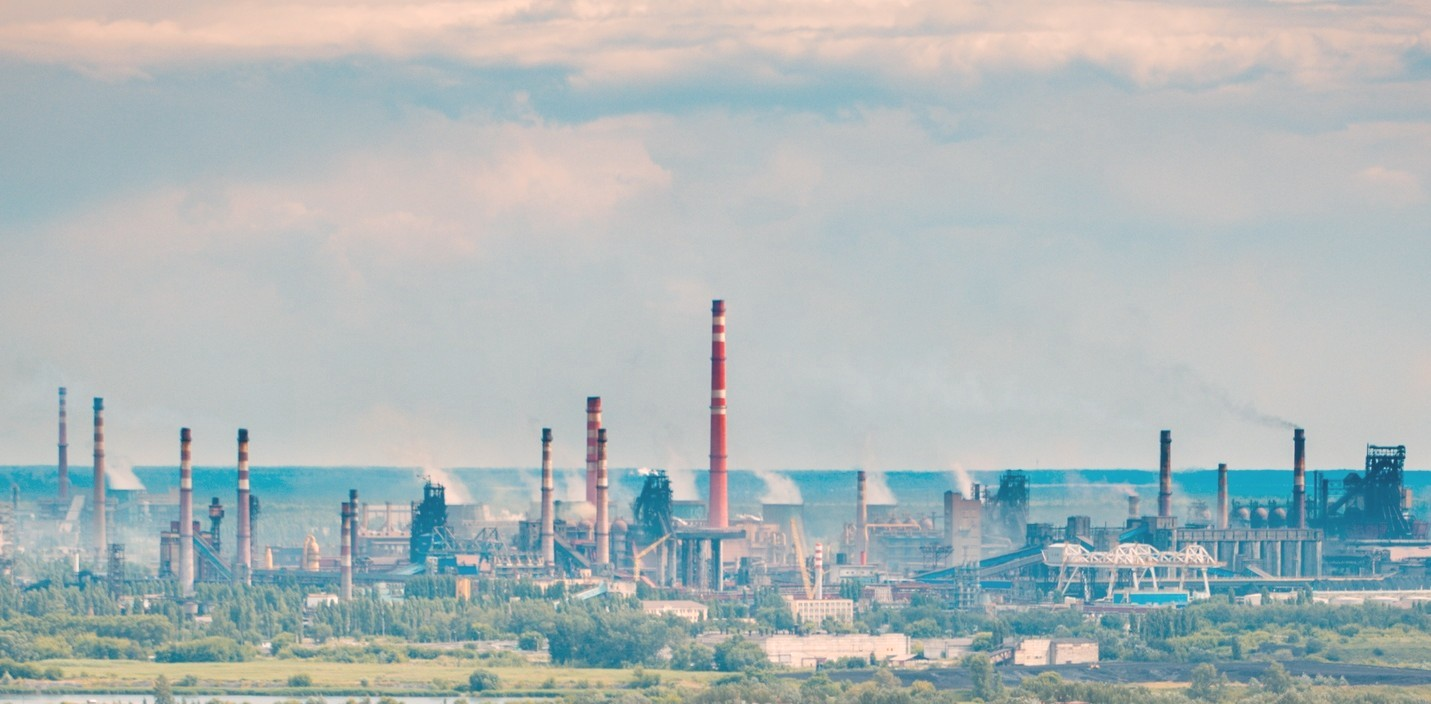

### 25 février
Le Président Volodymyr Zelensky annonce que 31 000 soldats ukrainiens ont été tués depuis le début de l'invasion.
Selon le communiqué du ministère de la Défense de la fédération de Russie, les troupes russes ont repoussé les forces armées ukrainiennes près de Kurdiumivka (uk), Klichtchiïvka, raïon de Bakhmout, oblast de Donetsk, et Dilievka (uk), situés au sud de Bakhmout, battant les 22e, 28e et 92e brigades mécanisées des forces armées ukrainiennes. L'agence a également indiqué que les forces armées russes avaient conquis les meilleures positions dans la région d'Avdiïvka, causant des dommages en hommes et en équipements à la 3e brigade d'assaut des forces armées ukrainiennes et à la 107e brigade de défense aérienne. Les forces armées ukrainiennes ont déclaré avoir repoussé 18 attaques des troupes russes près d'Avdiïvka et 5 près de Bakhmout.
Des missiles S-300 russes ont détruit la gare centrale de Kostiantynivka, dans l'oblast de Donetsk, et endommagé plusieurs dizaines d'autres bâtiments,.

Bombardement de Kostiantynivka
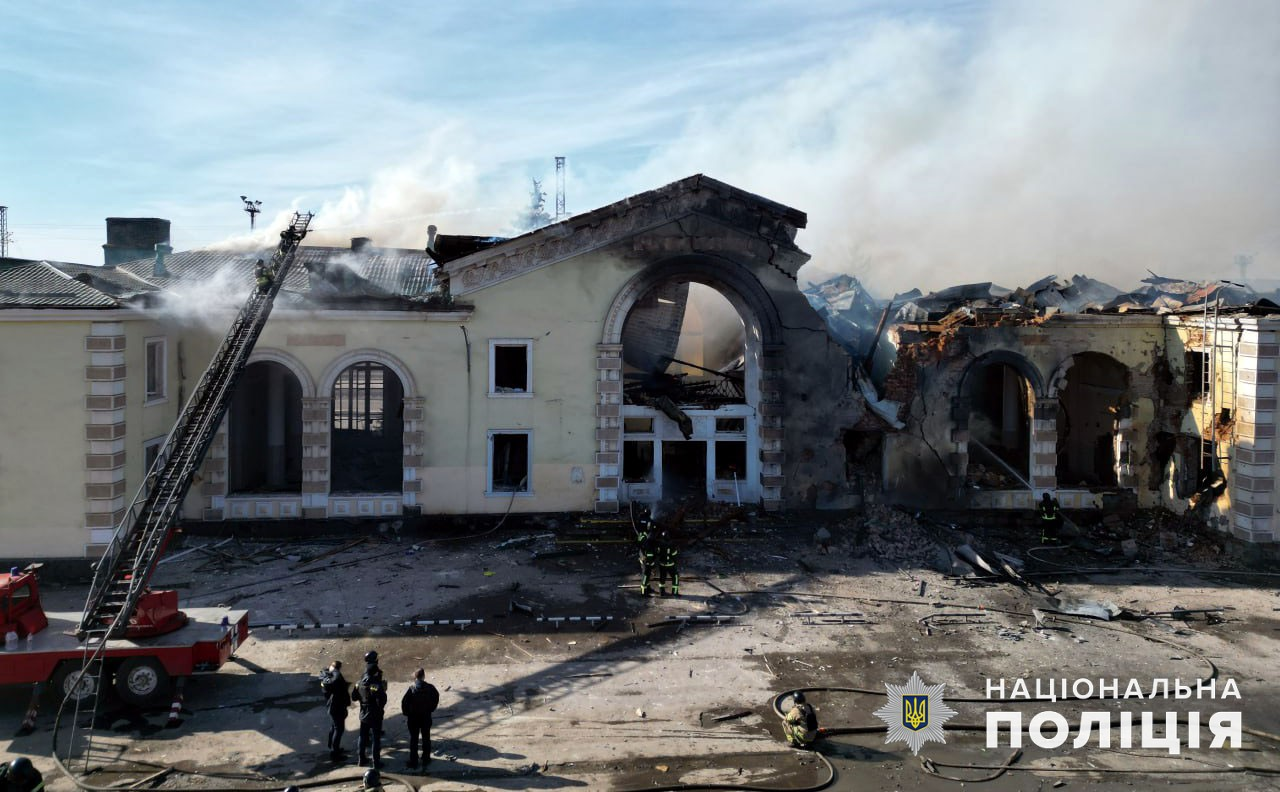

### 26 février
Oblast de Donetsk, l'armée russe occuperait le village de Severnoïé, situé à l'ouest d'Avdiïvka,  et aurait avancé à l'ouest du village de Lastotchkyne.
L'Ukraine déclare qu'après le retrait des troupes d'Avdiivka, les Forces armées ukrainiennes ont érigé des fortifications près des villages de Lastotchkyne, Novobakhmutivka (uk) et Pervomaïske (raïon de Pokrovsk), et que les troupes ukrainiennes ont réussi à repousser les attaques russes,. L'armée ukrainienne annonce qu'elle s'est retirée du village de Lastochkyne, à l'ouest d'Avdiivka.
Les russes ont frappé à l'aide d’un drone FPV un char américain M1A1 Abrams de la 47e brigade mécanisée des Forces armées ukrainiennes. Une frappe de drone sur le dessus du char a provoqué un incendie interne, détruisant probablement le char. C'est la première perte d'un char M1A1 Abrams,.

### 27 février
Oblast de Donetsk, les forces ukrainiennes se sont retirées des villages de Stepove (uk) et Severnoïé près d'Avdiïvka.
L'armée de l'Air ukrainienne revendique la destruction de deux avions de combat russes Su-34,.
La résistance ukrainienne a fait exploser un bureau du parti Russie unie dans la ville ukrainienne occupée de Nova Kakhovka, oblast de Kherson.
Une frappe de roquette HIMARS tue 19 soldats russes de la 155e brigade d'infanterie navale de la Garde, dont un colonel et 2 autres officiers de rang. Le commandant de l'unité est également blessé.

### 28 février
Deux formations russes distinctes du 328e régiment d'assaut aérien, de la 810e brigade d'infanterie navale de la Garde et du 81e régiment d'artillerie automotrice étaient rassemblées dans le parc national des sables d'Olechkiv, situé à seulement une vingtaine de kilomètres au sud de la tête de pont du corps des marines ukrainiens à Krynky, sur la rive gauche du fleuve Dnipro. Un drone ukrainien les a localisées et l'artillerie ukrainienne, peut-être avec des munitions HIMARS, a fait feu. Une soixantaine d'autres russes seraient morts.

### 29 février
Le ministère russe de la Défense affirme avoir repoussé un groupe de saboteurs ukrainiens du 73e centre d'opérations maritimes qui débarquait à bord de canots à moteur rapides près de la flèche de Tendra, indiquant avoir tué jusqu'à 25 militaires et capturé un autre. Cette information est partiellement confirmée par l'Ukraine,,.
Oleksandr Syrskyï et Mikola Olechtchouk affirment que les forces armées ukrainiennes ont détruit 3 chasseurs-bombardiers Su-34 près d'Avdiïvka et de Marioupol,,. Ainsi, les Forces de défense ukrainiennes ont déjà détruit 12 chasseurs et 1 AWACS russes au cours des 12 derniers jours, :
- le 17 février, elles ont abattu deux Su-34 et un Su-35 polyvalent,
- le 18 février - un Su-34,
- le 19 février - Su-34 et Su-35S,
- le 21 février - un autre Su-34,
- le 23 février - un AWACS Beriev A-50
- le 27 février - deux Su-34,
- le 29 février - trois Su-34.

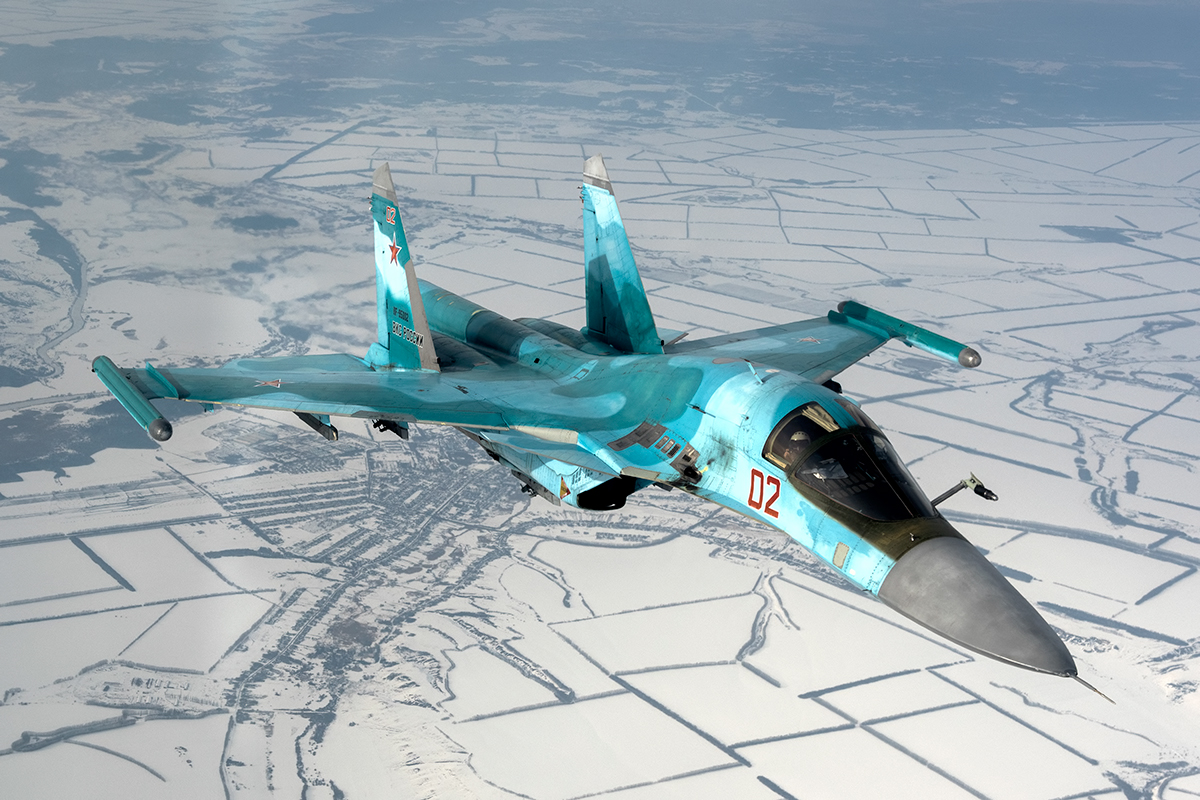
Un Soukhoï Su-34
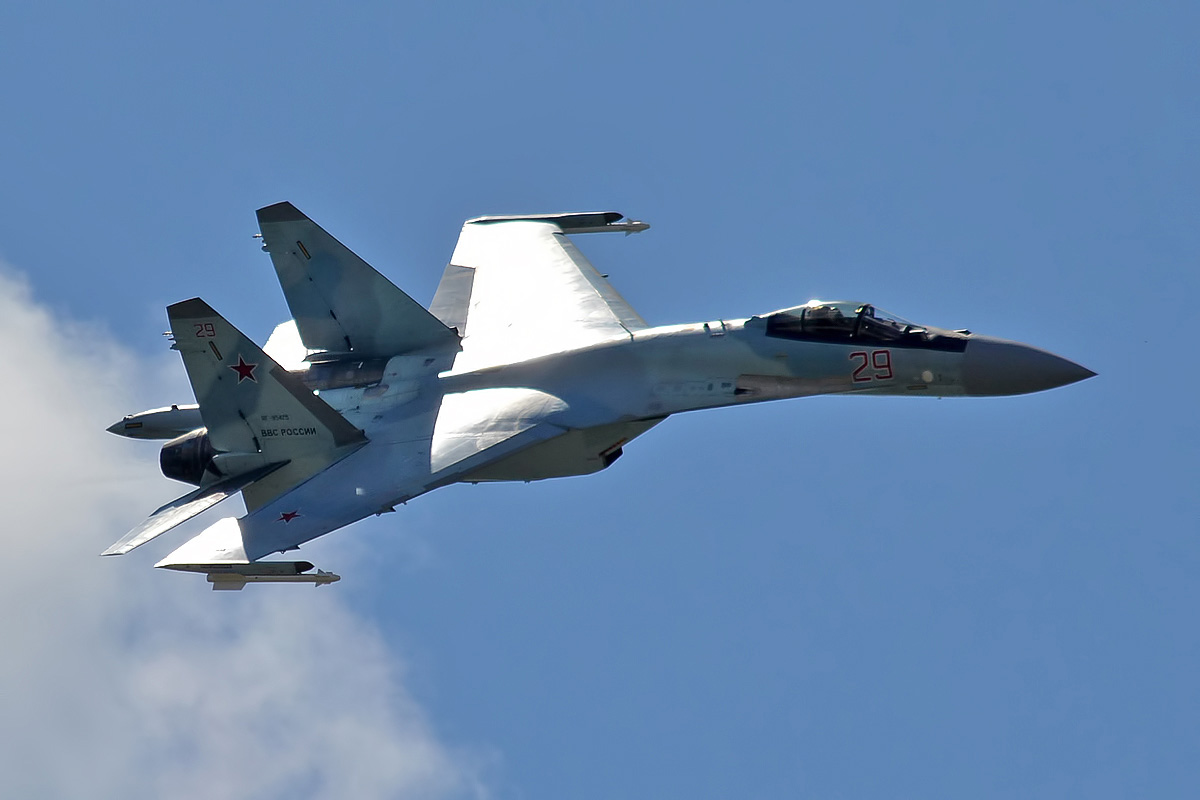
Un Soukhoï Su-35S

### Mars 2024
Pour les événements suivants, voir Chronologie de l'invasion de l'Ukraine par la Russie (mars 2024).